# Bocydium bulliferum
Bocydium bulliferum  (лат.) — вид горбаток рода Bocydium из подсемейства Stegaspidinae (Membracidae).

## Распространение
Неотропика.

## Описание
Мелкие равнокрылые насекомые (около 5 мм) с большим разветвлённым спинным отростком на груди. От близких видов отличается следующими признаками: боковые шаровидные вздутия (луковицы) как минимум в два раза больше передних луковиц на виде сверху; передние луковицы не стебельчатые. Дорсальная вершина центральной ножки переднеспинки расширена в луковидный выступ.